# Bataille de Zitlala
 (signalé en mai 2025).
Si vous disposez d'ouvrages ou d'articles de référence ou si vous connaissez des sites web de qualité traitant du thème abordé ici, merci de compléter l'article en donnant les références utiles à sa vérifiabilité et en les liant à la section « Notes et références ».
- Archive Wikiwix
- Bing
- Cairn
- DuckDuckGo
- E. Universalis
- Gallica
- Google
- G. Books
- G. News
- G. Scholar
- Persée
- Qwant
- (zh) Baidu
- (ru) Yandex
- (wd) trouver des œuvres sur Wikidata

Guerre d'indépendance du Mexique
La Bataille de Zitlala est une action militaire de la guerre d'indépendance du Mexique qui eut lieu le 4 juin 1812 dans la ville actuelle de Zitlala, dans l'État de Guerrero. Les insurgés, commandés par le général José María Morelos y vainquirent les forces royalistes.

## Source de la traduction
- (es) Cet article est partiellement ou en totalité issu de l’article de Wikipédia en espagnol intitulé « Batalla de Zitlala » (voir la liste des auteurs).